# Третьяково (аэропорт)
Аэропорт Третьяково (ICAO: UUMT) — аэропорт в Луховицах, Московская область, Россия, расположенный в 25 км к юго-востоку от Коломны и в 56 км к северо-западу от Рязани. Аэропорт эксплуатируется Российской авиастроительной корпорацией «МиГ» в составе Луховицкого авиапроизводственного и испытательного комплекса.
Производственная линия для регионального авиалайнера Ильюшин Ил-114-300, производство которого в Узбекистане было прекращено в 2012 году, была установлена здесь после 2016 года, а первый испытательный самолёт был готов в 2021 году.
Аэропорт для испытания и прохождения обслуживания самолётов (испытание самолётов МиГ).